# Rareș Soporan
Rareș Soporan (n. 27 iunie 1984, Cluj-Napoca) este un fotbalist român care evoluează la clubul Milsami Orhei.Retras din activitate